# Hypoxis muhilensis
Hypoxis muhilensis là một loài thực vật có hoa trong họ Hypoxidaceae. Loài này được Wiland mô tả khoa học đầu tiên năm 1997.